# Ambassade d'Ukraine en Guinée
L'ambassade d'Ukraine en Guinée est la principale représentation diplomatique d'Ukraine en république de Guinée.

## Liste des ambassadeurs
| N° | Nom et prénoms  | Début            | Fin      |
| -- | --------------- | ---------------- | -------- |
| 01 | Yuril Pyvovarov | 11 novembre 2022 | En cours |